# Zimbabwe African National Liberation Army
La Zimbabwe African National Liberation Army (ZANLA) était l'aile militaire de l'Union nationale africaine du Zimbabwe (ZANU), une organisation nationaliste militante africaine qui a participé à la guerre du Bush de Rhodésie du Sud contre la minorité blanche, alors au pouvoir.
Armée principalement par la Chine populaire, la Corée du Nord et la Yougoslavie de Tito, elle comptait environ 25 000 combattant en 1979. Enfin, la majorité de ses camps à l'étranger étaient situés au Mozambique voisin. Ses guérilléros formèrent l'encadrement de l'Armée Zimbabwéenne.

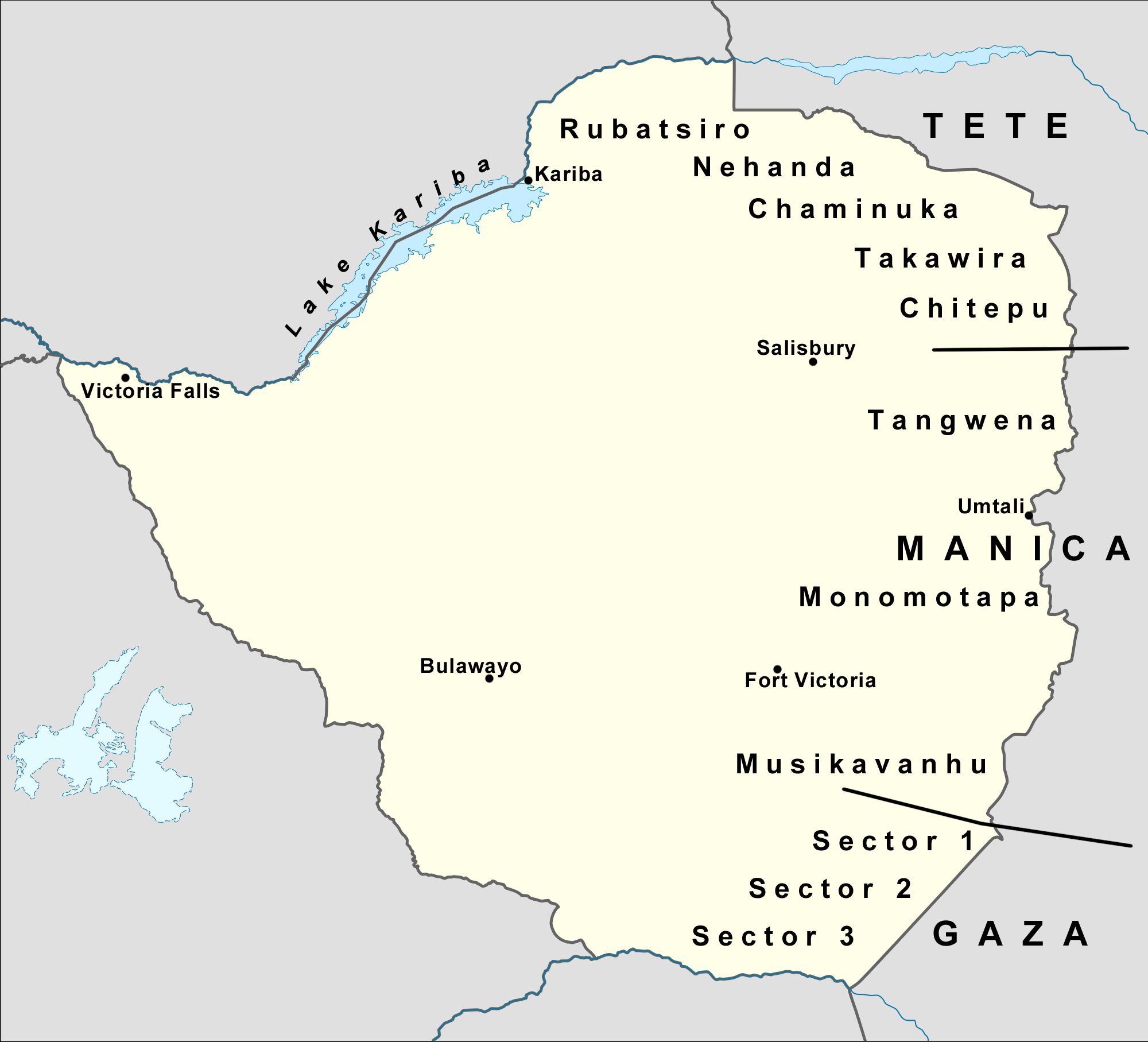
Carte des provinces et secteurs de la ZANLA durant la Guerre du Bush de Rhodésie du Sud.